# PTT Pattaya Open 2014
PTT Pattaya Open 2014 - професійний жіночий тенісний турнір, який проходив на відкритих хардових кортах готелю Дусіт Тані в місті Паттайї (Таїланд) з 27 січня по 2 лютого 2014 року як частина серії International в рамках туру WTA 2014. Це було 23-тє за ліком подібне змагання. 

## Очки і призові

### Нарахування очок
| Дисципліна       | П   | Ф   | ПФ  | ЧФ | 1/8 | 1/16 | Q   | Q2  | Q1  |
| Одиночний розряд | 280 | 180 | 110 | 60 | 30  | 1    | 18  | 12  | 1   |
| Парний розряд    | 280 | 180 | 110 | 60 | 1   | Н/Д  | Н/Д | Н/Д | Н/Д |

### Призові гроші
| Дисципліна       | П       | Ф       | ПФ      | ЧФ     | 1/8    | 1/161  | Q2     | Q1   |
| Одиночний розряд | $43,000 | $21,400 | $11,500 | $6,200 | $3,420 | $2,200 | $1,285 | $750 |
| Парний розряд *  | $12,300 | $6,400  | $3,435  | $1,820 | $960   | Н/Д    | Н/Д    | Н/Д  |

1 Кваліфаєри отримують і призові гроші 1/16 фіналу

* на пару

## Учасниці основної сітки в одиночному розряді

### Сіяні
| Країна    | Гравчиня            | Рейтинг1 | сіяна |
| --------- | ------------------- | -------- | ----- |
| Німеччина | Сабіне Лісіцкі      | 15       | 1     |
| Росія     | Світлана Кузнецова  | 20       | 2     |
| Румунія   | Сорана Кирстя       | 21       | 3     |
| Росія     | Катерина Макарова   | 22       | 4     |
| Росія     | Олена Весніна       | 28       | 5     |
| Іспанія   | Гарбінє Мугуруса    | 38       | 6     |
| США       | Бетані Маттек-Сендс | 41       | 7     |
| КНР       | Пен Шуай            | 43       | 8     |

- 1 Рейтинг станом на 13 січня 2014 року

### Інші учасниці
Нижче наведено учасниць, які отримали вайлд-кард на участь в основній сітці:
- Світлана Кузнецова
- Ніча Летпітаксінчай
- Пеангтарн Пліпич
- Віра Звонарьова

Нижче наведено гравчинь, які пробились в основну сітку через стадію кваліфікації:
- Александра Дулгеру
- Александра Крунич
- Алла Кудрявцева
- Ольга Савчук

### Знялись з турніру
До початку турніру
- Місакі Дой --> її замінила Тадея Маєрич
- Варвара Лепченко --> її замінила Анабель Медіна Гаррігес
- Моріта Аюмі --> її замінила Естрелья Кабеса Кандела
- Курумі Нара --> її замінила Юлія Путінцева

Під час турніру
- Світлана Кузнецова (травма лівого кульшового суглобу)
- Сабіне Лісіцкі (травма правого плеча)

## Учасниці основної сітки в парному розряді

### Сіяні
| Країна | Гравчиня          | Країна    | Гравчиня                | Рейтинг1 | сіяна |
| ------ | ----------------- | --------- | ----------------------- | -------- | ----- |
| Росія  | Катерина Макарова | Росія     | Олена Весніна           | 11       | 1     |
| Чехія  | Андреа Главачкова | Іспанія   | Анабель Медіна Гаррігес | 42       | 2     |
| Росія  | Алла Кудрявцева   | Австралія | Анастасія Родіонова     | 48       | 3     |
| КНР    | Пен Шуай          | КНР       | Чжан Шуай               | 51       | 4     |

- 1 Рейтинг станом на 13 січня 2014 року

### Інші учасниці
Нижче наведено учасниць, які отримали вайлд-кард на участь в основній сітці:
- Ноппаван Летчівакарн /  Віра Звонарьова
- Варатчая Вонгтінчай /  Варуня Вонгтінчай

## Переможниці

### Одиночний розряд
- Катерина Макарова —  Кароліна Плішкова 6–3, 7–6(9–7)

### Парний розряд
- Пен Шуай /  Чжан Шуай —  Алла Кудрявцева /  Анастасія Родіонова 3-6, 7-6(7-5), [10-6]